# 余杭城墙

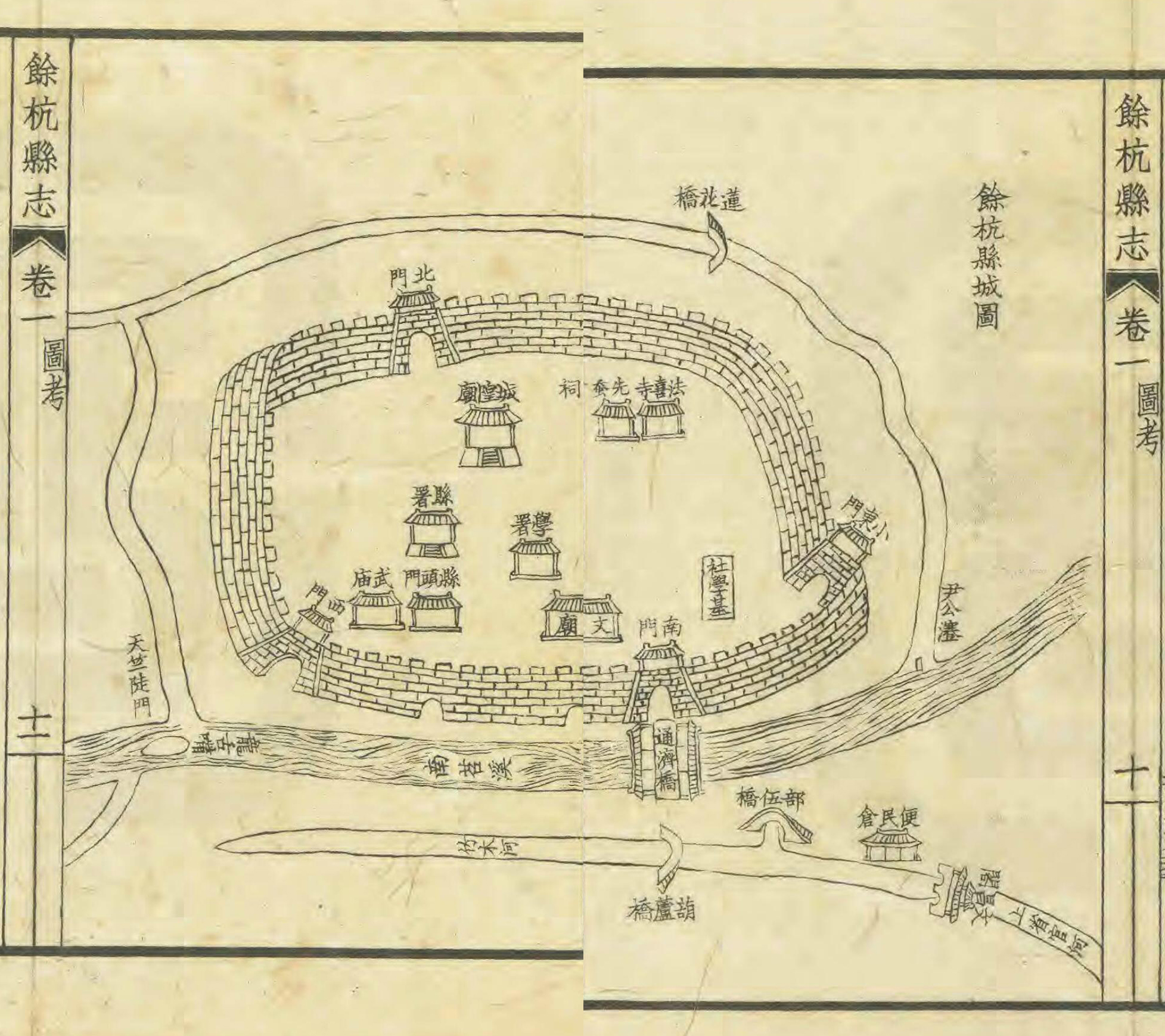
清嘉庆十三年（1808）《余杭县志》余杭城池图。

余杭城墙为余杭县县城城墙，位于今中国浙江省杭州市余杭区余杭街道南苕溪北岸，现仅存原南侧的两座水城门，东西各一，其中西水城门位于原县署前，东水城门位于原学宫前，1986年被列为余杭县文物保护单位，2002年在通济桥退堤扩孔工程中被北移30米，2009年调整为杭州市文物保护单位。

## 历史
秦始皇三十七年（前210年），余杭县始置，属会稽郡。西汉高祖六年（前201年）冬十月，下令全国的县修建县城。最初的余杭县城始建年代不详，在南苕溪南岸，时城周六里二百步。东汉熹平二年（173），余杭县治徙于溪北，约在隋开皇元年（581）再徙溪南，北宋雍熙初再徙溪北，时城周五百四十三丈，后城址不再变动。元至正十六年（1356）曾复筑溪南旧城，城周三里，后毁。
现城址为明嘉靖三十五年（1556）所筑，后不断重修。城墙东西宽，南北狭，城周七百三十丈（约2336米），厚一丈六尺（约5.12米），高分一丈八尺（约5.76米）和三丈二尺（约10.24米）两种，设有陆门四座，水门两座，四座陆门分别为东门宾阳门、西门秩成门、南门对薰门和北门拱极门，南门外跨河建有通济桥，两座水门位于城南，不设护城河。万历三十二年（1604）因形家认为四座城门不宜相对，故将北门向西、东门向北各移三十丈，并在东门外筑瓮城。
旧城作为余杭县县治的历史直至1958年余杭县撤销并入临安县为止，县治所在的“城镇”改称余杭镇。1961年，以原杭县和余杭县辖区，恢复余杭县建制，但县治改设于原杭县县治——临平镇。原城内主要建筑有县署（抗战时期毁于日军轰炸，其址今为余杭文昌中学）、学宫（余杭县学文庙，其址今为浙江省军区综合训练队办公大楼，在太炎小学内尚存明代余杭县肇建启圣祠碑和清代明伦堂碑）、城隍庙和法喜寺等（图），其中县署与学宫均位于县前街上（与南城墙并行，即今太炎路），今均已不存。